# Piriproxifen
Il piriproxifen o piriproxifene è un insetticida appartenente a base piridinica attivo in particolar modo contro gli artropodi.
Usato negli USA a partire dal 1996 per la prevenzione delle infestazioni da mosca bianca nelle colture di cotone, possiede diversi utilizzi. Viene infatti anche usato, per uso esterno, come antiparassitario nei cani.

## Meccanismo d'azione
Il piriproxifen è un regolatore della crescita, con spiccata efficacia nei confronti della mosca bianca, della cocciniglie e delle pulci. Avendo una lunga attività d'azione, è attiva nei processi di metamorfosi, embriogenesi, riproduzione e sviluppo larvale di numerose specie di insetti.
È una molecola che funge da analogo alla neotenina (conosciuta anche come ormone giovanile). Tale ormone regola, nell'insetto, le mute larvali. L'ormone deve essere prodotto in precise quantità durante specifici momenti della vita riproduttiva dell'insetto per evitare che possa condurre alla sua morte. Somministrando il piriproxifen, si creano una serie di squilibri fisiologici ed ormonali che portano alla morte dell'insetto.